# Carrie Reichardt
Pour les articles homonymes, voir Reichardt.
Carrie Reichardt, née en 1966 à Londres, est une artiste contemporaine britannique.

## Biographie
Carrie Reichardt fréquente l'université de Kingston, puis obtient un diplôme en beaux-arts de l'université métropolitaine de Leeds. En 2009, elle est invitée en résidence au Camberwell Art College, dans le cadre du programme "Artists Access to Art Colleges". Cette initiative offre des stages aux artistes visuels et aux musiciens dans des établissements d'enseignement supérieur et de formation continue dans toute l'Angleterre.
Elle participe ensuite à un résidence au Single Homeless Project, et continue de soutenir activement l'association en reversant un pourcentage des bénéfices de certaines de ses séries. Carrie Reichardt expose à la Whitecross Street Party à Islington dans, le cadre de sa collaboration avec le SHP,.

## Carrière artistique

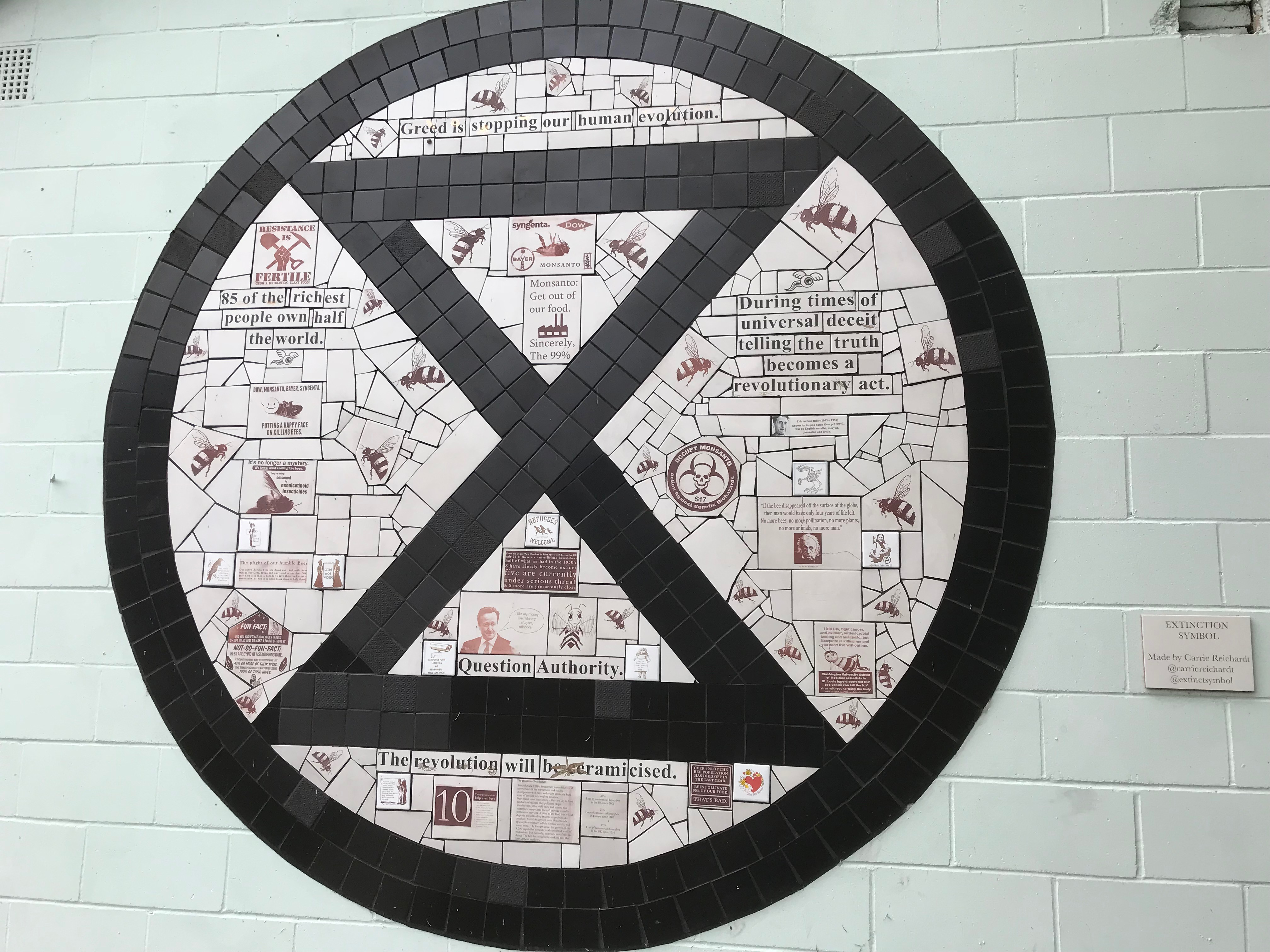
Mosaïque de l'artiste britannique Carrie Reichardt intitulée Bees, représentant le symbole de l'extinction, et présentée lors de l'exposition Endangered 13 à Londres, 2017.

Membre du mouvement Craftivism, Carrie Reichardt utilise dans son travail des peintures murales, de la céramique, de la sérigraphie et du design graphique. Elle est une fervente défenseuse du mouvement, et est à l’origine de l'une des rares expositions exclusivement consacrées au craftivisme au Royaume-Uni,.
Carrie Reichardt milite pour l'utilisation de l'artisanat et de l'art en guise de protestation,,. Inspirée par William Morris et la longue tradition de céramique subversive au Royaume-Uni, elle crée Mad in England. Une série de souvenirs subversifs et abordables qui célèbrent le protestataire et s'inspirent d'un sentiment national de dissidence qui va de Occupy the City à UK Uncut.  
L'artiste a notamment représenté le Royaume-Uni au sein du groupe d'artistes internationaux Artcore International, invité à concevoir une mosaïque sur un bâtiment du gouvernement argentin à Buenos Aires.
En 2013, elle est lauréate de la bourse Winston Churchill Travelling, pour faire progresser l'artisanat des mosaïques communautaires en travaillant avec des communautés locales au Chili et au Mexique.
Carrie Reichardt est membre du comité de l'Acton Arts Forum, afin d'aider à la création de la galerie W3, gérée par la communauté dans la rue Acton High, et à divers projets locaux visant à intégrer l'art dans la région,.
L’artiste travaille principalement dans un studio collectif de Londres, nommé The Treatment Rooms,. Son travail est présenté dans les principales galeries d'art contemporain du monde entier.

## Œuvres notables
En 2010, Carrie Reichardt participe à la London Elephant Parade, avec un éléphant en mosaïque baptisé Phoolan. Il s'agit alors du plus grand événement d'art public jamais organisé, occupant une place de choix devant le Musée d'histoire naturelle de Londres. L'éléphant de l'artiste, en collaboration avec Nick Reynolds, s'inspire de l'esprit révolutionnaire, et souhaite transmettre le message selon lequel seule la fin du capitalisme peut sauver les éléphants et la planète,. L'oeuvre sera également exposé devant la Triennale de Milan.
Avec le projet Trojan Horse (2011), Carrie Reichardt réalise un cheval grandeur nature en résine, avec un crâne pour visage et enrobé d'une mosaïque de faits percutants sur les mauvais traitements infligés aux chevaux. L’œuvre réalisée en collaboration avec le sculpteur Nick Reynolds, est une protestation audacieuse contre la cruauté équestre. Celle-ci est présentée au Festival des courses de Cheltenham, un événement symbolique de l'establishment britannique; et un épicentre international des courses de chevaux.
En 2012, la sculpture de Mary Bamber, figure du socialisme révolutionnaire, ornée de céramique, est exposée en permanence au musée de Liverpool,,,.
Parmi ses œuvres les plus notables, The Tiki Love Truck, initié par Walk the Plank, spécialistes de spectacles en plein air, se distique par un pick-up couvert de mosaïques, et dédié à la mémoire d'un détenu du couloir de la mort. Le projet remporte le premier prix lors de la parade inaugurale à Manchester, et a depuis participé à la parade illuminée de Blackpool, et à la parade des Glowmobiles de Gateshead.